# Nolhivaran
Nolhivaran is een van de bewoonde eilanden van het Haa Dhaalu-atol behorende tot de Maldiven.

## Demografie
Nolhivaramu telt (stand maart 2007) 1010 vrouwen en 1085 mannen.